# Oskar von Saucken
Ernst Wilhelm Oskar von Saucken (* 6. Januar 1833 auf Gut Loschen (heute russisch Lawrowo) im Landkreis Preußisch Eylau; † 27. Dezember 1910 auf Gut Gomtehnen (heute polnisch Ganitajny) im Landkreis Preußisch-Eylau) war ein deutscher Gutsbesitzer und Politiker.

## Leben
Er entstammte dem altpreußischen Adelsgeschlecht von Saucken und war der Sohn von Wilhelm Leopold Gustav Adolf von Saucken (1791–1858), königlich preußischer Rittmeister, und dessen Frau Elfriede Friederieke Wilhelmine de la Chevallerie (1803–1870). Er schlug zunächst eine militärische Laufbahn ein und war von 1851 bis 1855 Offizier der Preußischen Armee, zuletzt im Range eines Hauptmanns. Ab 1856 widmete er sich der Bewirtschaftung des väterlichen Gutes Loschen. Später erwarb er als weiteres Rittergut Gomthenen.
Von 1870 bis 1873 war er Mitglied des Preußischen Abgeordnetenhauses als Vertreter des Wahlkreises Regierungsbezirk Königsberg 4 (Heiligenbeil – Preußisch Eylau). Er schloss sich der Fraktion der Konservativen an.
Politisch war er in regionalen Gremien wie Kreistag und dem Provinziallandtag aktiv, kirchlich engagierte er sich als Mitglied der evangelisch-lutherischen Provinzial- und Generalsynode. Von 1886 bis 1895 war er Landrat des Landkreises Preußisch Eylau. Er war Mitglied der Königsberger Freimaurerloge Zum Todtenkopf und Phönix.
Nach seinem Ausscheiden als Landrat wurde er in einer Nachwahl 1896 erneut als Vertreter des Wahlkreises Königsberg 4 in das Preußische Abgeordnetenhaus gewählt, dem er nahezu vier Legislaturperioden bis zu seinem Tode angehörte.